# Dario Ambrosini

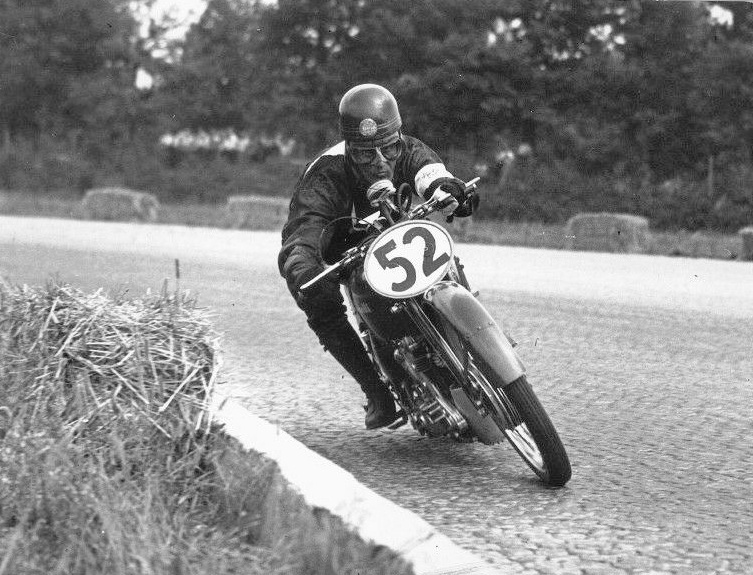
Dario Ambrosini, Italien Grand Prix, 1949

Dario Ambrosini, född 7 mars 1918 i Cesena, död 15 juli 1951 i Albi, var en italiensk roadracingförare. 
Ambrosini tävlade för Benelli i Roadracing-VM. Han vann världsmästerskapet i 250GP-klassen säsongen 1950. Han blev också VM-tvåa premiäråret 1949 och postumt VM-trea 1951. Ambrosini förolyckades på träningen inför Frankrikes Grand Prix 1951 i Albi.

## Segrar 250GP
| Nummer | Grand Prix  | År   |
| ------ | ----------- | ---- |
| 1      | Italien     | 1949 |
| 2      | Isle of Man | 1950 |
| 3      | Schweiz     | 1950 |
| 4      | Italien     | 1950 |
| 5      | Schweiz     | 1951 |